# Quảng trường Charles-de-Gaulle
| Quảng trường · Charles-de-Gaulle | Quảng trường · Charles-de-Gaulle |
| -------------------------------- | -------------------------------- |
|                                  |                                  |
| Quận                             | Quận 8, 16, 17                   |
| Đường kính                       | 240 m                            |
| Khánh thành                      | 1670                             |
| Đặt tên                          | ngày 13 tháng 11 năm 1970        |
|                                  |                                  |
|                                  |                                  |
|                                  |                                  |

Quảng trường Charles-de-Gaulle nằm ở phía tây Bắc thành phố Paris, điểm giao của các quận 8, 16 và 17. Là giao lộ của 12 đại lộ, trong đó có Champs-Élysées, ở giữa quảng trường Charles-de-Gaulle là công trình Khải Hoàn Môn nổi tiếng.
Vốn tên cũ là Quảng trường Étoile (Quảng trường Tinh tú), địa điểm này được đổi tên vào năm 1970 sau khi Tổng thống Charles de Gaulle mất.
| Métro Paris | Bến tàu điện ngầm: Charles de Gaulle – Étoile |

## Lịch sử
Được tạo ra khoảng năm 1670, tới năm 1730, quảng trường này được mang tên Etoile de Chaillot. Étoile có nghĩa là ngôi sao, chỉ sự quy tụ năm con đường lớn ở quảng trường khi ấy.
Năm 1787, bức tường Thuế quan (Mur des Fermiers généraux) được xây dựng để kiểm soát hàng hóa vào Paris và đi qua quảng trường Étoile. Rào chắn Étoile được kiến trúc sư Claude Nicolas Ledoux bố trí là một trong những trạm thuế. Hai tòa nhà hai bên trạm hiện nay đã biến mất. Rào chắn này đánh dấu ranh giới phía tây Bắc của Paris khi ấy. Quận 1 cũ tương đương với Quận 8 và phần phía tây Quận 1 ngày nay.
Năm 1806, Napoléon Bonaparte yêu cầu xây dựng Khải Hoàn Môn ở đây và tới năm 1836, dưới thời Louis-Philippe I mới hoàn thành. Khi Paris được cải tạo lại thời Đệ nhị đế chế, quảng trường được kiến trúc sư Jacques Hittorff quy hoạch cùng sự giám sát của nam tước Georges Eugène Haussmann. Với tâm là Khải Hoàn Môn, quảng trường có đường kính 240 mét. Georges Eugène Haussmann vạch thêm 7 đại lộ nữa và với sắc lệnh ngày 13 tháng 8 năm 1854, khu vực bao quanh Khải Hoàn Môn đường dành riêng cho các dinh thự đặc biệt.
Ngày 13 tháng 11 năm 1970, hai ngày sau khi Tổng thống Charles de Gaulle mất, một sắc lệnh quyết định đổi tên quảng trường thành Charles-de-Gaulle. Tuy vậy tên gọi cũ vẫn được sử dụng phổ biến. Ga tàu điện ngầm ở đây mang tên Charles de Gaulle - Étoile.
Quảng trường Charles-de-Gaulle có đường kính 240 mét. Ở chính giữa là Khải Hoàn Môn, bao quanh là khu vực dành cho giao thông. Kế đó đến vỉa hè được trồng cây xanh rồi các tòa nhà có kiến trúc đồng nhất tạo thành hình tròn bao quanh quảng trường. Phía sau những tòa nhà này, hai phố Presbourg và Tilsitt tạo thành một đường tròn nữa. Để tới chân Khải Hoàn Môn, đường ngầm Passage du Souvenir (Lối đi Kỷ Niệm) được xây dựng phía dưới quảng trường.

Place Charles de Gaulle, Paris

Là điểm giao thông quan trọng, 12 đại lộ gặp nhau ở quảng trường Charles-de-Gaulle tạo thành 6 trục:
- Trục hai đại lộ Marceau và Carnot
- Trục hai đại lộ Mac-Mahon và Iéna
- Trục hai đại lộ Wagram và Kléber

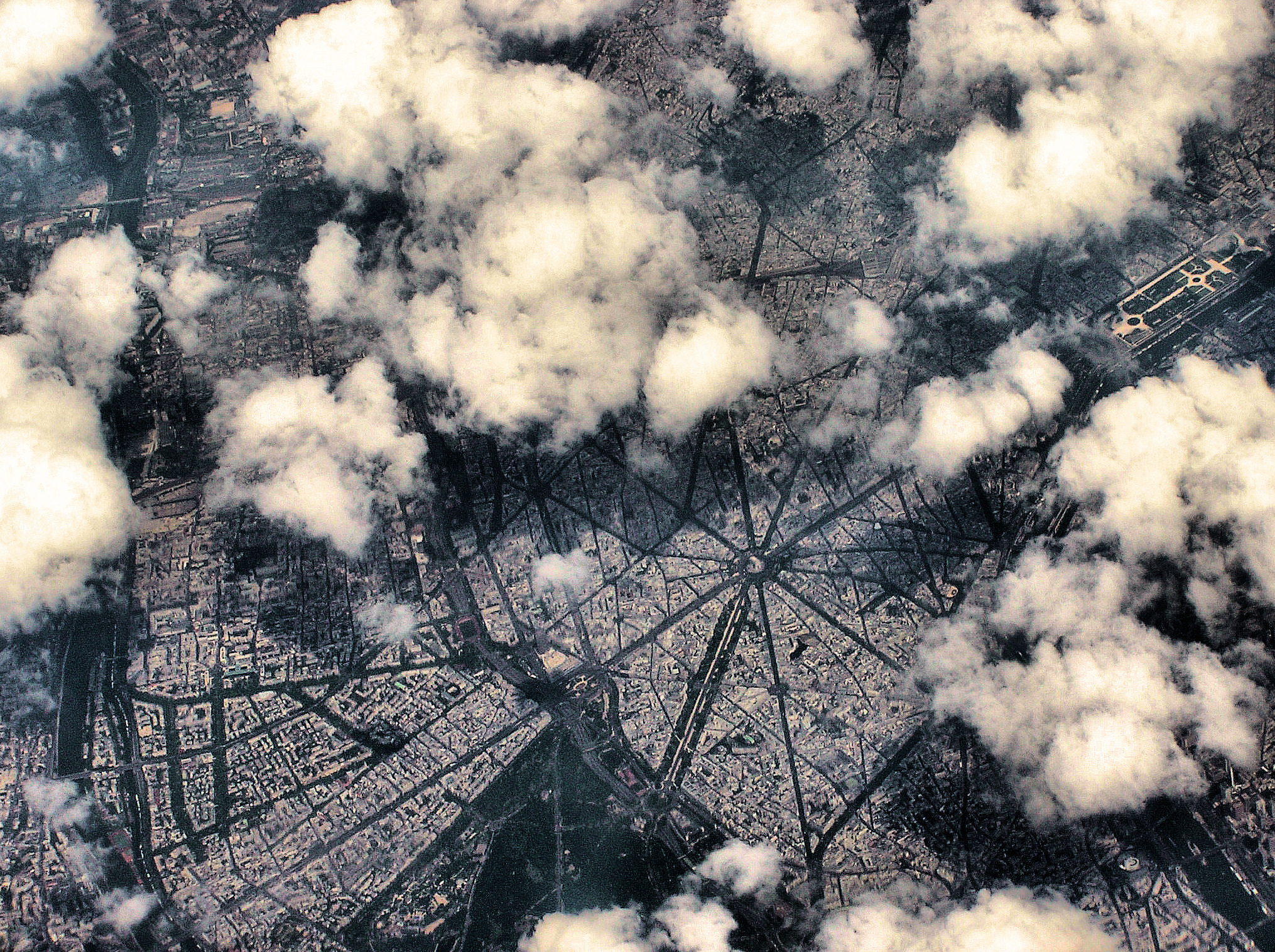
Khu vực quảng trường nhìn từ không trung

- Trục hai đại lộ Hoche và Victor-Hugo
- Trục hai đại lộ Friedland và Foch
- Trục hai đại lộ Champs-Élysées và Grande Armée

Trong đó Champs-Élysées và Grande Armée nằm trên trục Axe historique, đi qua rất nhiều công trình quan trọng của Paris. Quảng trường Charles-de-Gaulle cũng là điểm ranh giới cửa ba quận:
- Quận 8 giới hạn bởi đại lộ Wagram và Marceau
- Quận 16 giới hạn bởi đại lộ Marceau và Grande Armée
- Quận 17 giới hạn bởi đại lộ Grande Armée và Wagram

Nằm ở điểm cuối của Champs-Élysées nên quảng trường Charles-de-Gaulle cũng là nơi tổ chức nhiều sự kiện của thành phố như duyệt binh ngày 14 tháng 7, các lễ hội...

## Hình ảnh

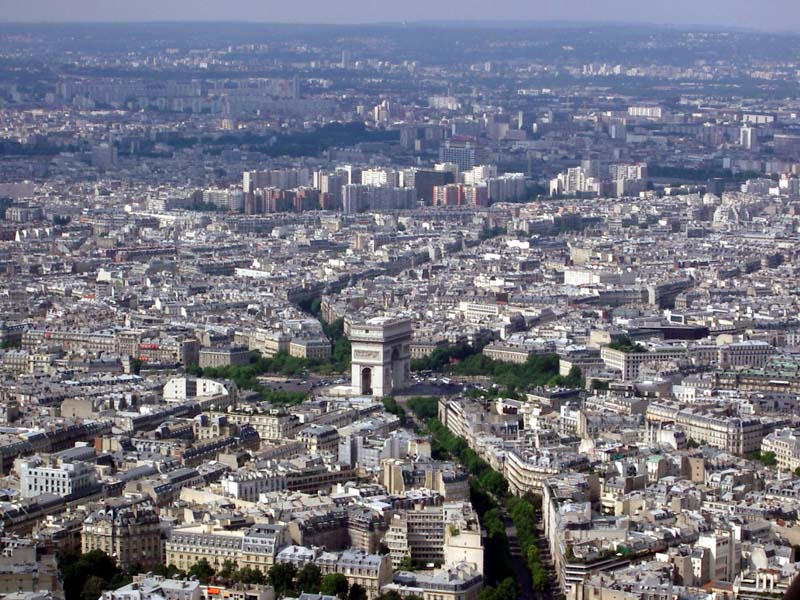
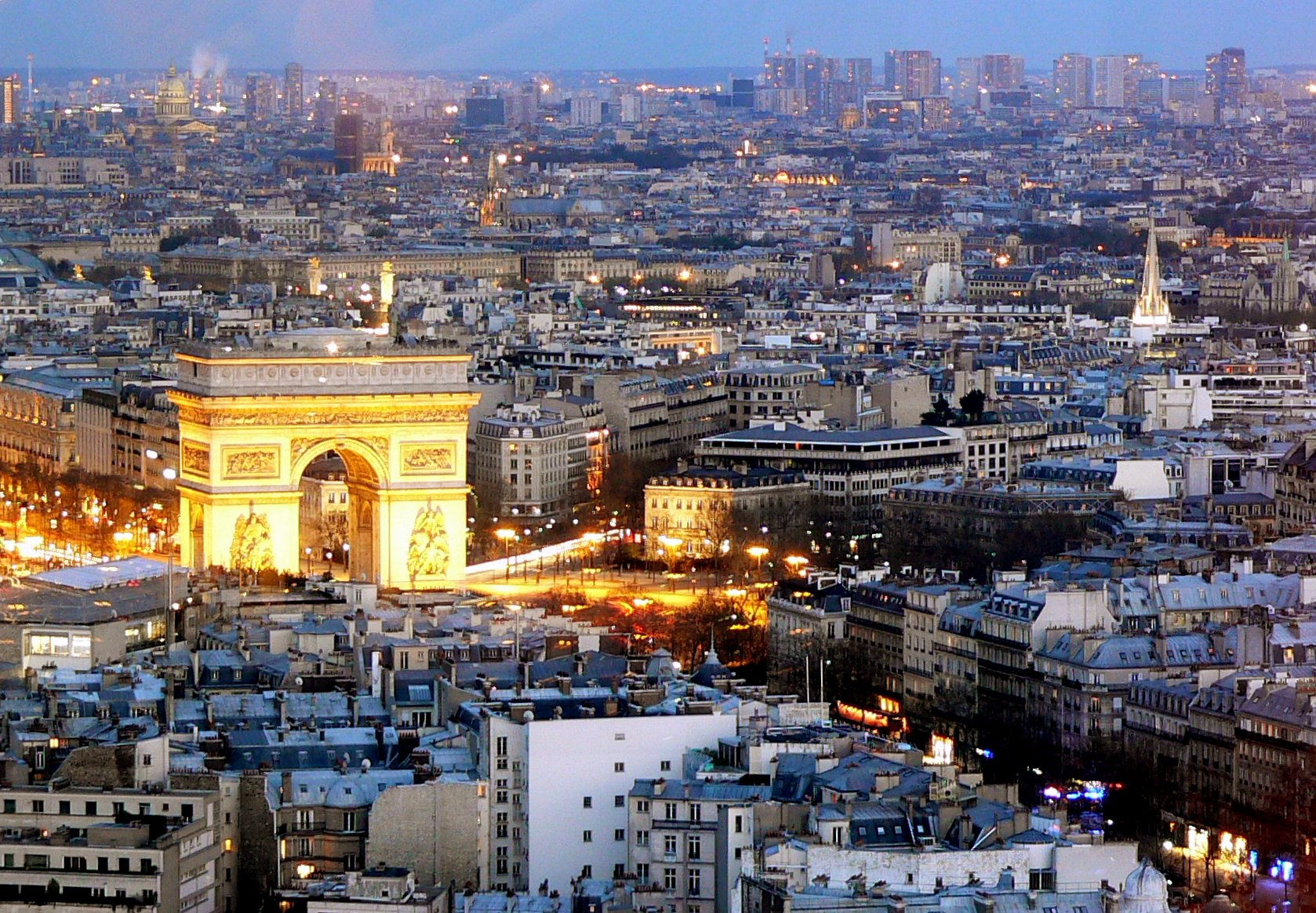
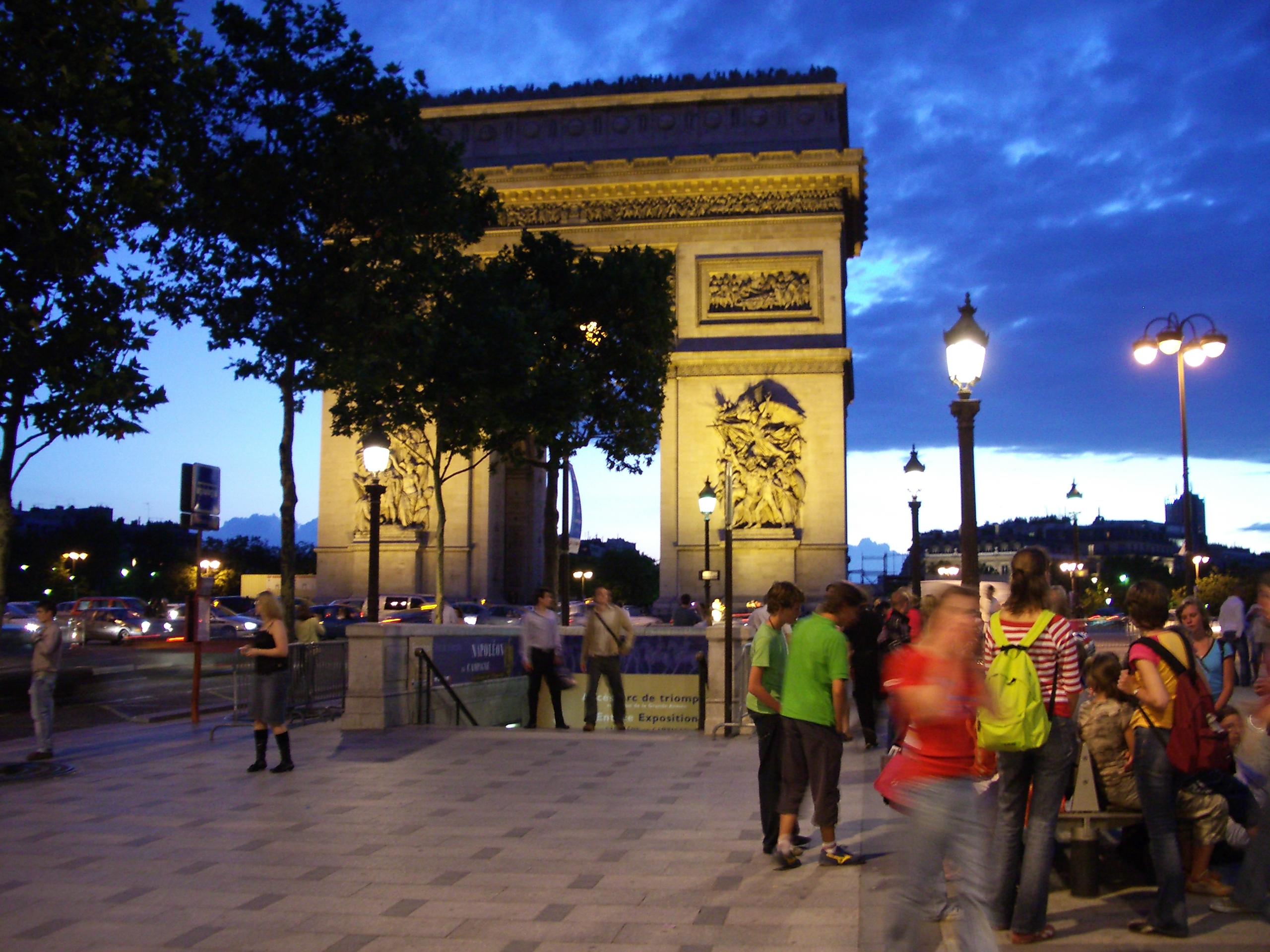
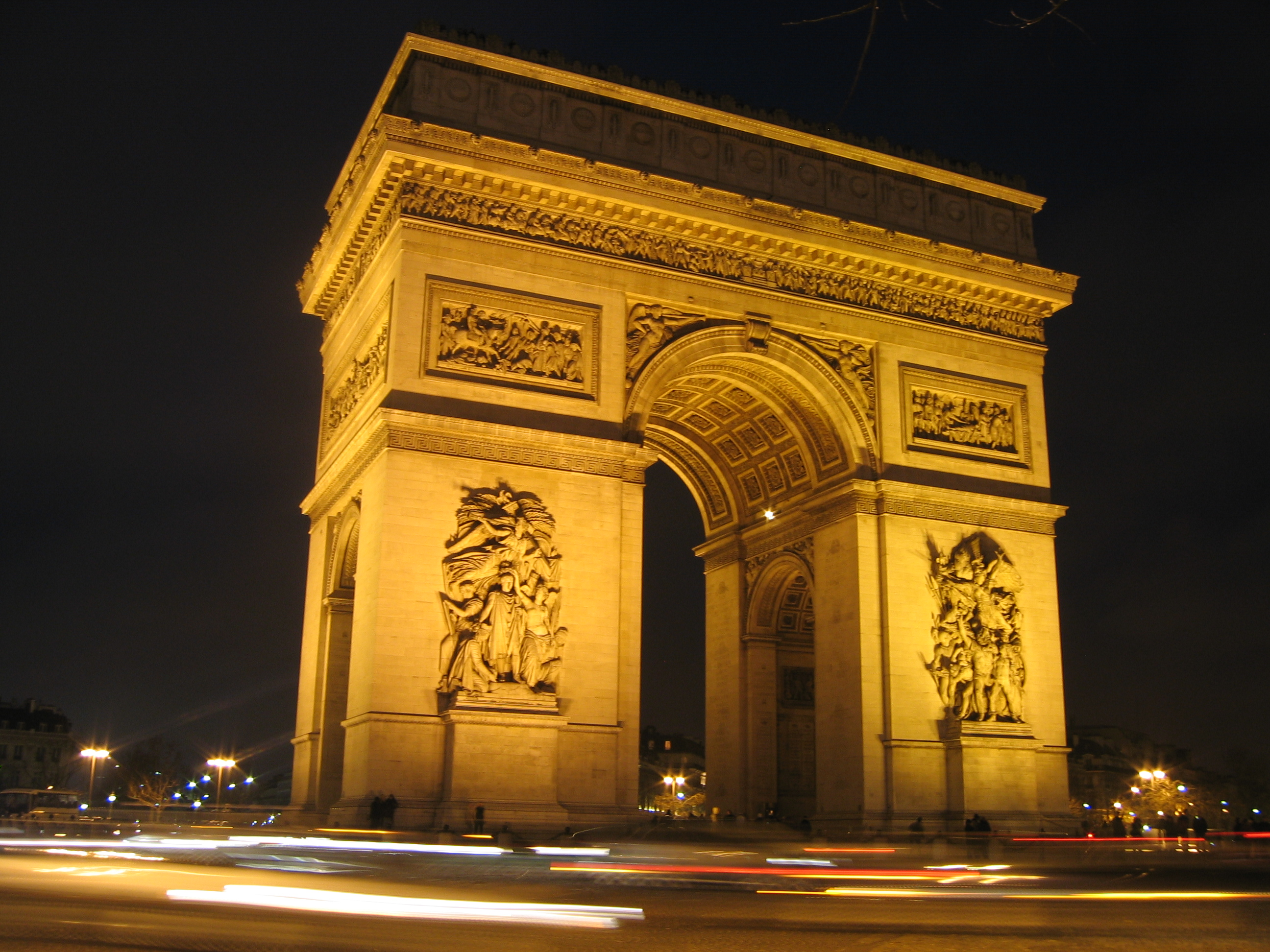
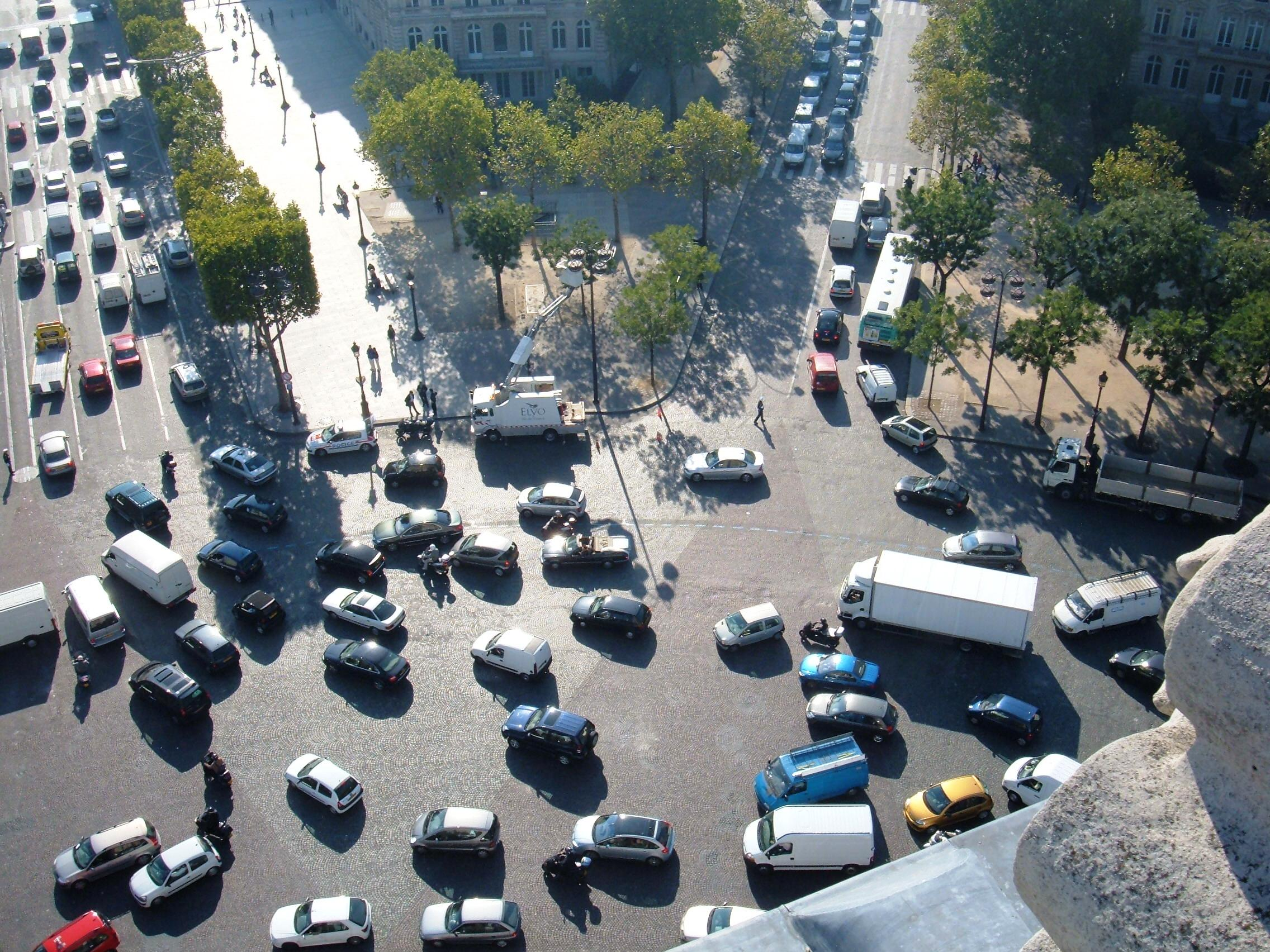